# S-Bahn
S-Bahn (forkortelse for Stadtbahn, ("stadsbane/bybane") er navn på flere nærbanesystemer i tysktalende lande.
Det vides ikke med fuldstændig sikkerhed hvoraf ordet S-Bahn kommer. Først blev betegnelsen Stadtschnellbahn brugt i Berlin i 1928-1929 med det malede logo med "SS-Bahn" på Hallensee Station i Berlin. 1. december 1930 blev betegnelsen S-bahn (Stadtbahn) første gang indført sammen med det logo man stadig bruger i Tyskland med et hvidt S på grøn baggrund. 
Der er S-Bahn i følgende byer:
- S-Bahn Berlin
- S-Bahn Dresden
- S-Bahn Graz
- S-Bahn Hamburg
- S-Bahn Innsbruck
- S-Bahn München
- S-Bahn Rhein-Main (Frankfurt, Mainz, Wiesbaden m.fl.)
- S-Bahn Salzburg
- S-Bahn Steiermark
- S-Bahn Wien